# 瓜博尼托撞击坑
瓜博尼托撞击坑（Guabonito）是土星卫星土卫六上的一圈具有明亮特征的圆环，现该特征被认为是一座已部分掩埋的撞击坑，明亮的特征代表了陨石坑的坑沿。

## 历史
瓜博尼托撞击坑首次出现于2004年10月“卡西尼号”拍摄的图像中，此后被多次观察到。     
2006年4月30日，“卡西尼号”合成孔径雷达在成像模式下观测到了瓜博尼托撞击坑。

## 位置
该环形特征直径90公里，坐落在土卫六香格里拉黑暗区内，靠近上都的边界，中心位于10°54′S 150°48′W / 10.9°S 150.8°W。

## 同名
该特征取名自泰诺族神话中教人使用护身符的印度海女神瓜博尼托。